# Безобразов, Григорий Иванович
Григо́рий Ива́нович Безобра́зов (24 января 1919 года — 19 апреля 1944 года) — советский военный лётчик, участник Великой Отечественной войны, штурман, Герой Советского Союза (18.09.1943), гвардии капитан.

## Биография
Родился 24 января 1919 года в деревне Федорино ныне Боровского района Калужской области в крестьянской семье. Русский. В 1937 году окончил Боровскую среднюю школу.
В 1937 году призван в ряды Красной армии. В 1940 году окончил Краснодарское военно-авиационное училище. В боях Великой Отечественной войны с июня 1941 года.
Штурман звена 10-го гвардейского авиационного полка дальнего действия гвардии старший лейтенант Г. И. Безобразов, прокладывая курс самолётов, точно выводил их на вражеские цели. К августу 1943 года на его счету было 219 боевых вылетов, из них 193 ночью, а также 7 боевых вылетов в глубокий тыл противника для нанесения бомбовых ударов по военно-промышленным объектам в Кёнигсберге (Калининград), Тильзите (Советск), Инстербурге (Черняховск) и Бресте.
Указом Президиума Верховного Совета СССР от 18 сентября 1943 года за образцовое выполнение заданий командования по уничтожении живой силы и техники противника и проявленные при этом мужество и героизм гвардии старшему лейтенанту Безобразову Григорию Ивановичу присвоено звание Героя Советского Союза с вручением ордена Ленина и медали «Золотая Звезда» (№ 1728).
19 апреля 1944 года экипаж в составе командира звена И. И. Даценко и штурмана Г. И. Безобразова вылетел на бомбардировку железнодорожной станции Львов-2, на которой сосредоточилось много живой силы и техники противника. Это был их последний бой. Самолёт был сбит, и Григорий Иванович Безобразов погиб.

## Награды
- Медаль «Золотая Звезда» Героя Советского Союза (№ 1728)
- орден Ленина;
- орден Ленина;
- Медаль «За оборону Сталинграда».

## Память
- В 1978 году издан художественный маркированный конверт, посвященный герою.
- 12 июня 2016 года на родине героя в деревне Федорино установлен мемориал в честь Г. И. Безобразова[2].